# Division II i ishockey 1955/1956
Division II i ishockey 1955/1956 var näst högsta divisionen i svensk ishockey under säsongen och spelades med 54 lag i nio grupper vilket var en ökning med 17 lag och två grupper. Division II Norra hade minskats ner till bara en grupp igen. Istället infördes Norra och Södra Norrländskan med lag från Jämtland, Västernorrland, Västerbotten och Norrbotten. Division II Norra omfattade lagen i Dalarna och Hälsingland. I den Östra regionen infördes en uppdelning i grupp A och B. I norr hade både Kiruna och Luleå tillkommit och i söder var Malmö den nya yttersta utposten – Division II hade för första gången blivit landsomfattande. Gruppsegrarna i deltog i kval till högsta divisionen, medan sämsta lagen i varje grupp flyttades ner till Division III till den följande säsongen.

## Lagen
Sedan förra säsongen hade AIK (Solna), Brynäs (Gävle), IFK Stockholm och Västerås IK flyttats ner från Division I. De norra och östra grupperna hade gjorts om och omfattade nu följande lag:
- Division II Norra Norrländskan: Rönnskärs IF (Skellefteå) från Division II Norra B och Clemensnäs IF (Skellefteå), IFK Kiruna, IFK Luleå, Medle SK och Piteå IF från Norra kustlandsserien.
- Division II Södra Norrländskan: IFK Nyland, Tegs SK (Umeå) och Wifsta/Östrands IF (Timrå) från Norra B och Alfredshems IK (Örnsköldsvik), GIF Sundsvall och Ytterån/Waplans SK (Krokom) från Division III Uppsvenska norra.
- Division II Norra: Ljusne AIK, Ludvika FfI, Mora IK och Strömsbro IF (Gävle) från Norra A samt Alfta GIF (Ovanåker) och Morgårdshammars IF (Smedjebacken) från Division III Uppsvenska södra.
- Division II Östra A: AIK (Solna), Brynäs IF (Gävle) från Division I, IF Vesta (Uppsala) från Division III samt Almtuna IS (Uppsala), Atlas Copco IF (Nacka) och Nacka SK från föregående säsongs Östra grupp.
- Division II Östra B: IFK Stockholm från Division I, Åkers IF (Åkers styckebruk) från Södra A samt BK Star (Södertälje), Hagalunds IS, Katrineholms AIK och IFK Mariefred från Division III.

Västra och södra grupperna var kvar sedan förra säsongen, men hade fått flera nya lag:
- Division II Västra A: Västerås IK, Fagersta AIK och IK Westmannia (Köping).
- Division II Västra B: Deje IK och IFK Trollhättan
- Division II Södra A: Hultsfreds AIK som flyttats från Södra B till A samt Norrahammars GoIS, Vättersnäs IF (Jönköping) och Åseda IF.
- Division II Södra B: Kalmar FF, Malmö FF och Värnamo GoIK.

Sedan förra säsongen hade dessutom Atlas Diesel IF bytt namn till Atlas Copco IF.

## Division II Norra Norrländskan
| Nr | Lag           | S  | V | O | F | GM | IM | MS  | P  |
| -- | ------------- | -- | - | - | - | -- | -- | --- | -- |
| 1  | Clemensnäs IF | 10 | 8 | 1 | 1 | 66 | 20 | +46 | 17 |
| 2  | Rönnskärs IF  | 10 | 7 | 1 | 2 | 62 | 34 | +28 | 15 |
| 3  | IFK Luleå     | 10 | 5 | 0 | 5 | 45 | 51 | −6  | 10 |
| 4  | IFK Kiruna    | 10 | 4 | 0 | 6 | 50 | 54 | −4  | 8  |
| 5  | Medle SK      | 10 | 4 | 0 | 6 | 50 | 75 | −25 | 8  |
| 6  | Piteå IF      | 10 | 1 | 0 | 9 | 25 | 64 | −39 | 2  |

## Division II Södra Norrländskan
| Nr | Lag                | S  | V | O | F | GM | IM | MS  | P  |
| -- | ------------------ | -- | - | - | - | -- | -- | --- | -- |
| 1  | Wifsta/Östrands IF | 10 | 9 | 0 | 1 | 72 | 14 | +58 | 18 |
| 2  | IFK Nyland         | 10 | 5 | 2 | 3 | 39 | 45 | −6  | 12 |
| 3  | Tegs SK            | 10 | 6 | 0 | 4 | 34 | 44 | −10 | 12 |
| 4  | Alfredshems IK     | 10 | 4 | 1 | 5 | 35 | 34 | +1  | 9  |
| 5  | Ytterån/Waplans SK | 10 | 2 | 1 | 7 | 30 | 45 | −15 | 5  |
| 6  | GIF Sundsvall      | 10 | 1 | 2 | 7 | 29 | 57 | −28 | 4  |

## Division II Norra
| Nr | Lag                | S  | V | O | F | GM | IM | MS  | P  |
| -- | ------------------ | -- | - | - | - | -- | -- | --- | -- |
| 1  | Mora IK            | 10 | 9 | 0 | 1 | 65 | 26 | +39 | 18 |
| 2  | Ljusne AIK         | 10 | 6 | 1 | 3 | 37 | 30 | +7  | 13 |
| 3  | Morgårdshammars IF | 10 | 6 | 0 | 4 | 78 | 36 | +42 | 12 |
| 4  | Alfta GIF          | 10 | 3 | 0 | 7 | 31 | 49 | −18 | 6  |
| 5  | Strömsbro IF       | 10 | 2 | 2 | 6 | 34 | 74 | −40 | 6  |
| 6  | Ludvika FfI        | 10 | 2 | 1 | 7 | 33 | 63 | −30 | 5  |

## Division II Östra
Grupp A
| Nr | Lag            | S  | V | O | F | GM | IM | MS  | P  |
| -- | -------------- | -- | - | - | - | -- | -- | --- | -- |
| 1  | Brynäs IF      | 10 | 9 | 1 | 0 | 60 | 19 | +41 | 19 |
| 2  | AIK            | 10 | 8 | 1 | 1 | 61 | 35 | +26 | 17 |
| 3  | Almtuna IS     | 10 | 6 | 0 | 4 | 49 | 47 | +2  | 12 |
| 4  | IF Vesta       | 10 | 3 | 1 | 6 | 38 | 44 | −6  | 7  |
| 5  | Nacka SK       | 10 | 2 | 0 | 8 | 38 | 53 | −15 | 4  |
| 6  | Atlas Copco IF | 10 | 0 | 1 | 9 | 22 | 70 | −48 | 1  |

Grupp B
| Nr | Lag              | S  | V | O | F | GM | IM | MS  | P  |
| -- | ---------------- | -- | - | - | - | -- | -- | --- | -- |
| 1  | BK Star          | 10 | 8 | 1 | 1 | 52 | 23 | +29 | 17 |
| 2  | Åkers IF         | 10 | 7 | 0 | 3 | 41 | 20 | +21 | 14 |
| 3  | Hagalunds IS     | 10 | 6 | 0 | 4 | 48 | 33 | +15 | 12 |
| 4  | IFK Stockholm    | 10 | 3 | 2 | 5 | 26 | 35 | −9  | 8  |
| 5  | IFK Mariefred    | 10 | 2 | 1 | 7 | 16 | 54 | −38 | 5  |
| 6  | Katrineholms AIK | 10 | 2 | 0 | 8 | 21 | 39 | −18 | 4  |

## Division II Västra
Grupp A
| Nr | Lag           | S  | V | O | F  | GM | IM | MS  | P  |
| -- | ------------- | -- | - | - | -- | -- | -- | --- | -- |
| 1  | Västerås IK   | 10 | 8 | 2 | 0  | 69 | 25 | +44 | 18 |
| 2  | IK Westmannia | 10 | 5 | 3 | 2  | 47 | 28 | +19 | 13 |
| 3  | IFK Arboga    | 10 | 5 | 1 | 4  | 45 | 57 | −12 | 11 |
| 4  | IK Sturehov   | 10 | 5 | 0 | 5  | 39 | 32 | +7  | 10 |
| 5  | Västerås SK   | 10 | 4 | 0 | 6  | 37 | 62 | −25 | 8  |
| 6  | Fagersta AIK  | 10 | 0 | 0 | 10 | 23 | 56 | −33 | 0  |

Grupp B
| Nr | Lag             | S  | V | O | F  | GM | IM | MS  | P  |
| -- | --------------- | -- | - | - | -- | -- | -- | --- | -- |
| 1  | Forshaga IF     | 10 | 9 | 0 | 1  | 63 | 31 | +32 | 18 |
| 2  | Skiveds IF      | 10 | 7 | 0 | 3  | 66 | 35 | +31 | 14 |
| 3  | IFK Munkfors    | 10 | 6 | 1 | 3  | 44 | 35 | +9  | 13 |
| 4  | IK Viking       | 10 | 5 | 1 | 4  | 63 | 38 | +25 | 11 |
| 5  | IFK Trollhättan | 10 | 2 | 0 | 8  | 43 | 65 | −22 | 4  |
| 6  | Deje IK         | 10 | 0 | 0 | 10 | 21 | 96 | −75 | 0  |

## Division II Södra
Grupp A
| Nr | Lag               | S  | V | O | F  | GM | IM | MS  | P  |
| -- | ----------------- | -- | - | - | -- | -- | -- | --- | -- |
| 1  | Tranås AIF        | 10 | 8 | 0 | 2  | 57 | 30 | +27 | 16 |
| 2  | BK Derby          | 10 | 7 | 1 | 2  | 71 | 31 | +40 | 15 |
| 3  | Norrahammars GoIS | 10 | 6 | 2 | 2  | 60 | 32 | +28 | 14 |
| 4  | Vättersnäs IF     | 10 | 5 | 1 | 4  | 47 | 51 | −4  | 11 |
| 5  | Hultsfreds AIK    | 10 | 2 | 0 | 8  | 32 | 72 | −40 | 4  |
| 6  | Åseda IF          | 10 | 0 | 0 | 10 | 22 | 73 | −51 | 0  |

Grupp B
| Nr | Lag          | S  | V | O | F | GM | IM | MS  | P  |
| -- | ------------ | -- | - | - | - | -- | -- | --- | -- |
| 1  | Alvesta SK   | 10 | 7 | 1 | 2 | 55 | 32 | +23 | 15 |
| 2  | IF Troja     | 10 | 4 | 3 | 3 | 48 | 34 | +14 | 11 |
| 3  | Diö GoIF     | 10 | 4 | 3 | 3 | 47 | 42 | +5  | 11 |
| 4  | Värnamo GoIK | 10 | 5 | 1 | 4 | 41 | 45 | −4  | 11 |
| 5  | Kalmar FF    | 10 | 3 | 2 | 5 | 39 | 50 | −11 | 8  |
| 6  | Malmö FF     | 10 | 2 | 0 | 8 | 36 | 63 | −27 | 4  |

## Kval till Division I
Kvalomgång
- Wifsta/Östrand–Clemensnäs 10–2, 4–4

Omgång 1 (om fyra platser)
- Wifsta/Östrand–Mora  4–6, 6–9
- Brynäs  –BK Star 6–3, 6–2
- Västerås IK  –Tranås 7–1, 5–0
- Forshaga  –Alvesta 17–1, 8–1

Omgång 2 (om två platser)
- Wifsta/Östrand  –Tranås 10–0
- BK Star  –Alvesta 7–3